# Unione Sportiva Foggia & Incedit 1957-1958
Questa pagina raccoglie i dati riguardanti l'Unione Sportiva Foggia & Incedit  nelle competizioni ufficiali della stagione 1957-1958.

## Stagione
Nel 1957-1958 il Foggia ha partecipato al Campionato Interregionale, piazzandosi al sesto posto nella Prima Categoria girone C. La squadra verrà promossa nella Serie C 1958-1959.

## Organigramma societario
Area direttiva
- Presidente: Giulio Carella, poi Armando Piccapane (da febbraio)

Area tecnica
- Allenatore: Vincenzo Marsico

## Rosa
| N. |                   | Ruolo | Calciatore          |
| -- | ----------------- | ----- | ------------------- |
|    | Italia (bandiera) | P     | Nevio Bertocchi     |
|    | Italia (bandiera) | P     | Michele Cataldo     |
|    | Italia (bandiera) | P     | Mario Cola          |
|    | Italia (bandiera) | D     | Benito Andreoli     |
|    | Italia (bandiera) | D     | Attilio De Brita    |
|    | Italia (bandiera) | D     | Elio Grappone       |
|    | Italia (bandiera) | D     | Gualtiero Marchiani |
|    | Italia (bandiera) | C     | Alberto Allegretti  |
|    | Italia (bandiera) | C     | Giuseppe Bortolotti |
|    | Italia (bandiera) | C     | Gerardo Diogene     |

| N. |                   | Ruolo | Calciatore           |
| -- | ----------------- | ----- | -------------------- |
|    | Italia (bandiera) | C     | Francesco Gardenghi  |
|    | Italia (bandiera) | C     | Vincenzo Pulcinella  |
|    | Italia (bandiera) | C     | Antonio Stornaiuolo  |
|    | Italia (bandiera) | A     | Carmine Buonpensiero |
|    | Italia (bandiera) | A     | Berardino Carrabba   |
|    | Italia (bandiera) | A     | Giacomo Cosmano      |
|    | Italia (bandiera) | A     | Luigi Della Rocca    |
|    | Italia (bandiera) | A     | Luigi Genovese       |
|    | Italia (bandiera) | A     | Felice Mastropasqua  |
|    | Italia (bandiera) | A     | Giuseppe Montelli    |